# 輔大站
25°01′58″N 121°26′07″E / 25.0327013°N 121.4352829°E
輔大站，位於台灣新北市新莊區，為台北捷運中和新蘆線（新莊線）的捷運車站，車站位於中正路福營里與營盤里交界處，接近建國一路口，車站編號為O19。

## 歷史
- 2012年1月5日：新莊線輔大站隨著新莊線「輔大－大橋頭」段正式通車而啟用[2]（p. 230）[3][4]。
- 2013年2月23日：「輔大－迴龍」段開始進行穩定性測試，列車到站後會在第一月台清車並繼續行駛至迴龍站附近橫渡線調度，之後開到第二月台繼續載客。
- 2013年5月24日：報請交通局進行「輔大-迴龍」初勘。
- 2013年6月14日：報請交通部進行「輔大-迴龍」履勘。
- 2013年6月29日：在啟用無新莊機廠的特殊調度方式下，原行駛至本站為止之列車將延駛至迴龍站[2]（p. 230）。

### 站內英語校名
通車初期，輔大站的出口、地圖指標中的「輔仁大學」皆搭配「Fu Jen University」的英譯，但與該校正式的英語校名略有不同。2012年8月，站內包括地圖與方向牌在內、所有標示有「輔仁大學」字樣的場合，其英譯皆更正為「Fu Jen Catholic University」以配合該校全名「天主教輔仁大學」，但主要的車站名「輔大站」英譯卻仍維持「Fu Jen University」的簡稱方式。

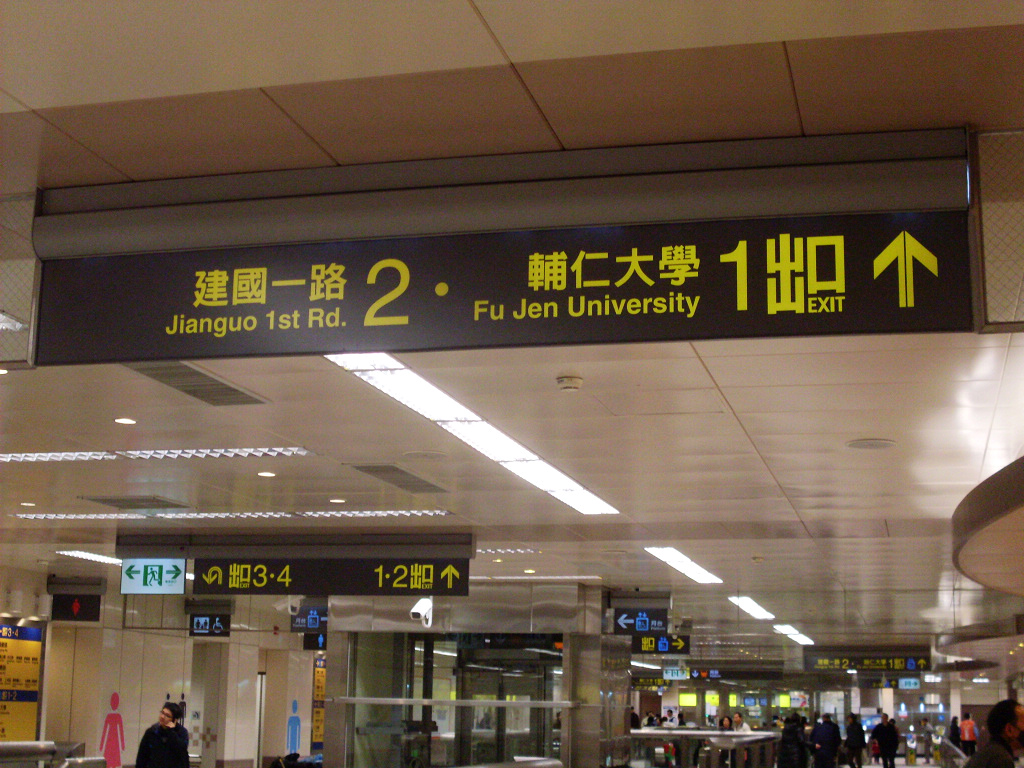
英文校名更正前的出口指示牌
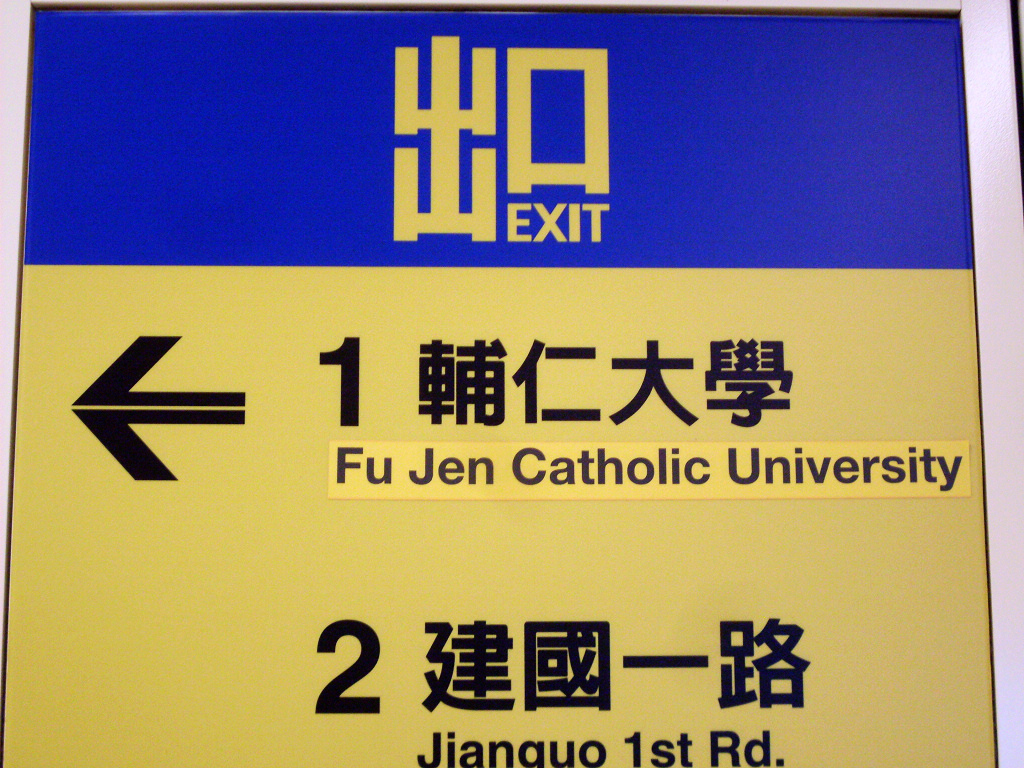
英文校名更正後的出口指示牌

## 車站構造
地下二層車站，一個島式月台，四個出入口。

### 車站樓層
| 地面      | 出入口             | 出入口                                        |
| 地下 一樓 | 大廳層             | 車站大廳、詢問處、自動售票機、驗票閘門 洗手間 |
| 地下 一樓 | 大廳層             |                                               |
| 地下 二樓 | 一月台             | ← 中和新蘆線 往迴龍方向（O20 丹鳳站）         |
| 地下 二樓 | 島式月台，左側開門 |                                               |
| 地下 二樓 | 二月台             | 中和新蘆線 往南勢角方向（O18 新莊站）→        |

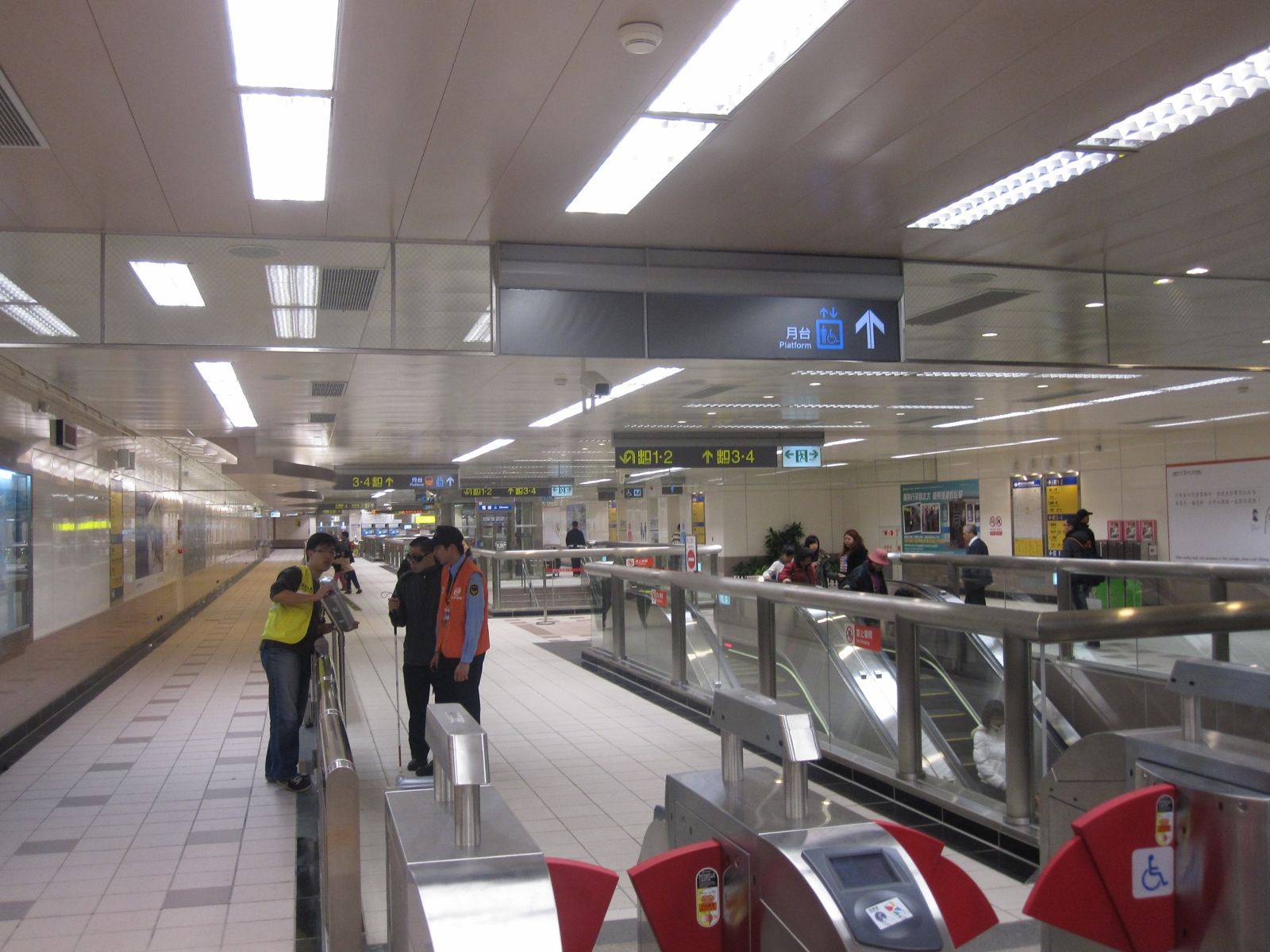
地下一樓穿堂層
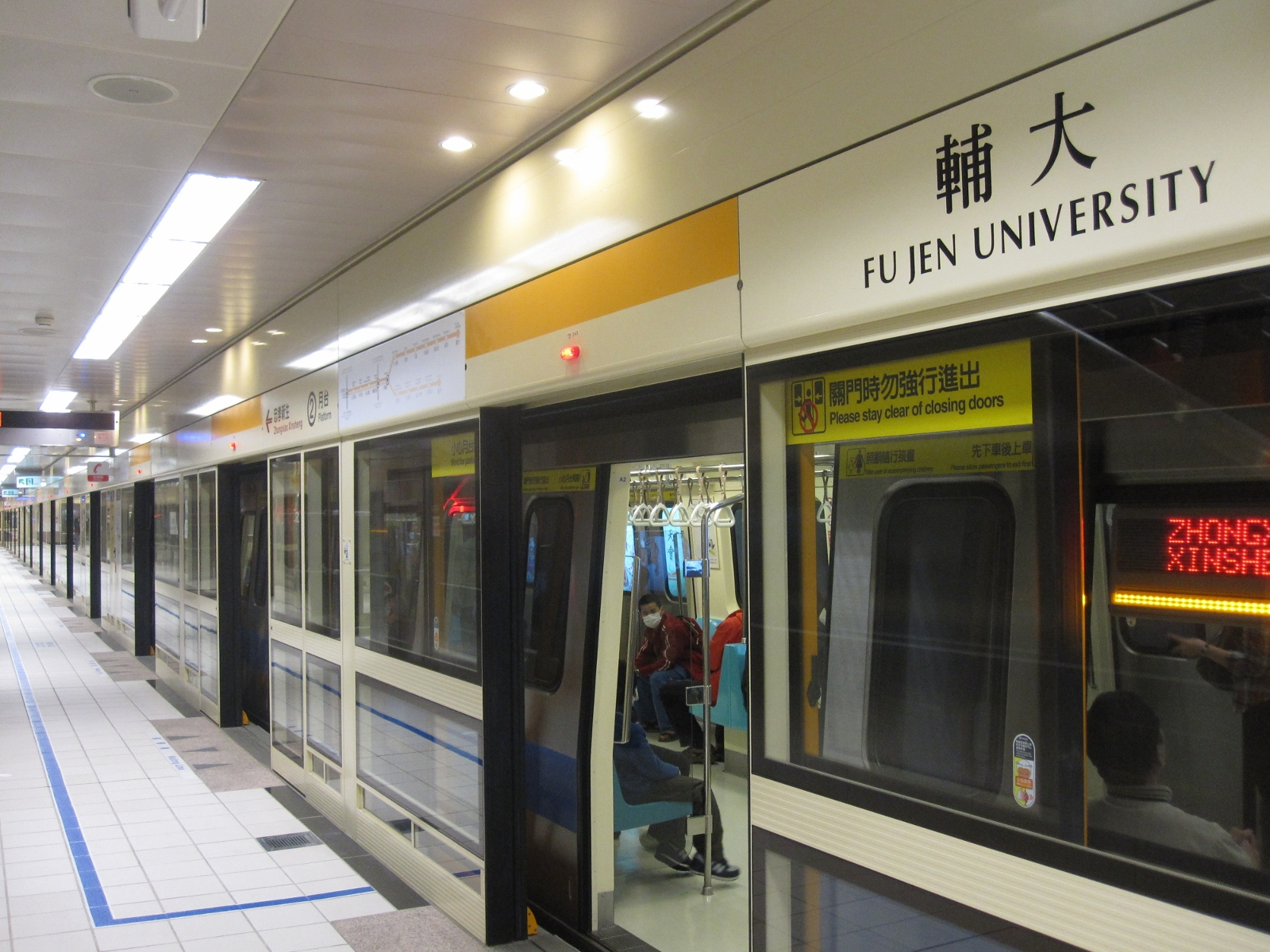
二月台

### 車站出口
出口1、2位於車站西端，出口3、4位於車站東端，無障礙電梯位於出口1及出口2。
| 出入口                          | 圖片 | 位置             |
| ------------------------------- | ---- | ---------------- |
| 出入口1 · 設有電梯 · 設有手扶梯 |      | 輔仁大學         |
| 出入口2 · 設有電梯              |      | 建國一路; 好市多 |
| 出入口3                         |      | 福營路           |
| 出入口4                         |      | 三泰路           |
| 註： 設有電梯 \| 設有手扶梯     |      |                  |

## 利用狀況
根據2024年12月資料，本站每日旅運量約為22,751，在台北捷運各站中排行第75名。
| 年   | 年間      | 年間      | 年間       | 年間  | 單日平均 | 單日平均 |
| 年   | 上車      | 下車      | 上下車計   | 來源  | 上車     | 上下車   |
| ---- | --------- | --------- | ---------- | ----- | -------- | -------- |
| 2012 | 5,562,273 | 5,554,396 | 11,116,669 | [ 6 ] | 15,365   | 30,709   |
| 2013 | 4,999,562 | 5,095,938 | 10,095,500 | [ 6 ] | 13,697   | 27,659   |
| 2014 | 3,748,781 | 4,027,819 | 7,776,600  | [ 6 ] | 10,271   | 21,306   |
| 2015 | 3,753,610 | 4,023,932 | 7,777,542  | [ 6 ] | 10,284   | 21,308   |
| 2016 | 3,776,877 | 4,015,231 | 7,792,108  | [ 6 ] | 10,319   | 21,290   |
| 2017 | 3,696,253 | 3,942,892 | 7,639,145  | [ 6 ] | 10,127   | 20,929   |
| 2018 | 3,888,114 | 4,113,059 | 8,001,173  | [ 6 ] | 10,652   | 21,921   |

## 公共藝術
本站於穿堂層出入口的A端牆設有馬賽克公共藝術《真善美聖》。

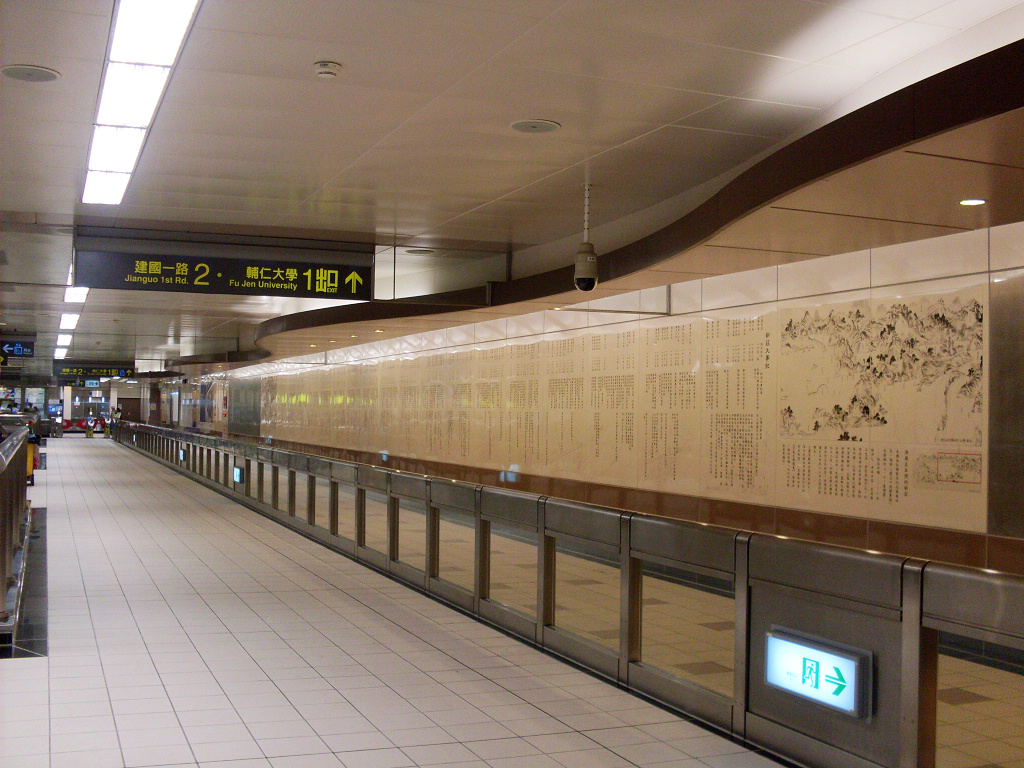
新莊發展史壁畫
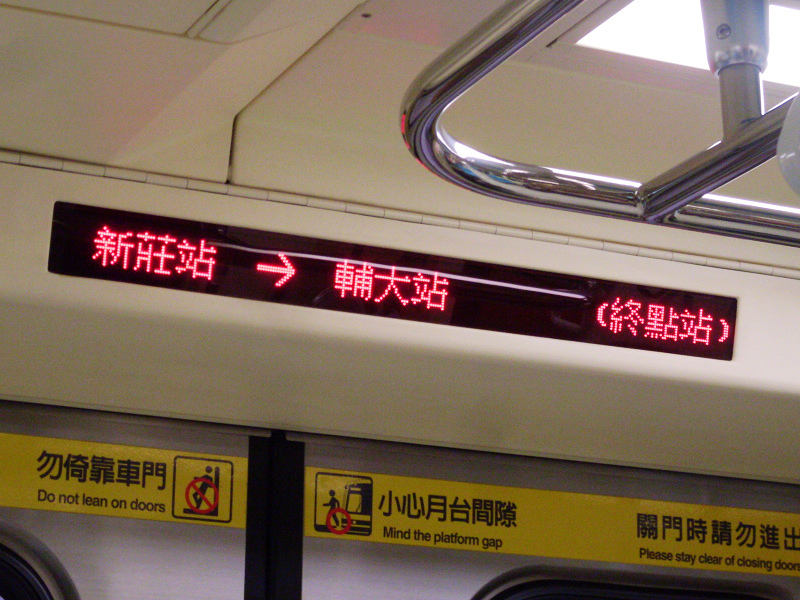
輔大站曾經是新莊線終點站

## 車站周邊
- 輔仁大學
- 新北市政府警察局新莊分局福營派出所
- 天主教輔仁大學附設醫院
- 新北市公共自行車租賃系統
  - 捷運輔大站(1號出口)
  - 捷運輔大站(4號出口)
- 大魯閣棒球壘球打擊場
- 好市多新莊店

## 公車資訊
站牌名為《捷運輔大站》、《捷運輔大站（建國一路）》
| 編號       | 經營業者             | 區間                       | 備註                                                                  |
| ---------- | -------------------- | -------------------------- | --------------------------------------------------------------------- |
| 99         | 台北客運、首都客運   | 板橋－新莊                 | 屬於新北市區公車。 僅停靠 捷運輔大站站牌                              |
| 111        | 三重客運             | 新莊－陽明山第二停車場     | 例假日行駛。 僅停靠 捷運輔大站站牌                                    |
| 235        | 首都客運             | 新莊－國父紀念館           | 僅停靠 捷運輔大站站牌                                                 |
| 299        | 大都會客運、三重客運 | 永春高中－新莊             |                                                                       |
| 513        | 三重客運             | 捷運輔大站－捷運台大醫院站 | 僅停靠 捷運輔大站站牌                                                 |
| 615        | 三重客運             | 丹鳳－台北車站             |                                                                       |
| 618        | 首都客運             | 新莊－士林                 |                                                                       |
| 635        | 三重客運             | 迴龍－台北                 | 屬於新北市區公車。 僅停靠 捷運輔大站站牌                              |
| 636        | 三重客運             | 迴龍－捷運中山站           | 屬於新北市區公車。 僅停靠 捷運輔大站站牌                              |
| 637        | 三重客運             | 五股－台北                 | 屬於新北市區公車。 僅停靠 捷運輔大站站牌                              |
| 638        | 三重客運             | 五股－捷運南京復興站       | 屬於新北市區公車。 僅停靠 捷運輔大站站牌                              |
| 638副線    | 三重客運             | 五股－捷運輔大站           | 屬於新北市區公車。 僅停靠 捷運輔大站站牌                              |
| 639        | 三重客運             | 樹林－北門                 | 屬於新北市區公車。 僅停靠 捷運輔大站站牌                              |
| 663        | 首都客運             | 新莊－國父紀念館           | 僅停靠 捷運輔大站站牌                                                 |
| 758        | 指南客運             | 五股－麟光                 | 例假日停駛。 原1503。 經信義路。 僅停靠 捷運輔大站站牌                |
| 797        | 指南客運             | 五股－臺北                 | 屬於新北市區公車。 僅停靠 捷運輔大站站牌                              |
| 799        | 指南客運             | 樹林－台北                 | 經大安路。 屬於新北市區公車。 僅停靠 捷運輔大站站牌                   |
| 800        | 指南客運             | 樹林－捷運輔大站           | 屬於新北市區公車。                                                    |
| 801        | 指南客運             | 五股－松山機場             | 直行五股成泰路、泰山明志路。 屬於新北市區公車。 僅停靠 捷運輔大站站牌 |
| 802        | 首都客運             | 三峽－捷運新埔站           | 屬於新北市區公車。 僅停靠 捷運輔大站站牌                              |
| 802 區間車 | 首都客運             | 新莊－捷運新埔站           | 屬於新北市區公車。 僅停靠 捷運輔大站站牌                              |
| 810        | 三重客運             | 土城－迴龍                 | 屬於新北市區公車。 僅停靠 捷運輔大站站牌                              |
| 842        | 首都客運             | 新莊－捷運新埔站           | 屬於新北市區公車。 僅停靠 捷運輔大站站牌                              |
| 845        | 首都客運、台北客運   | 新莊－捷運新埔站           | 屬於新北市區公車。 行經新莊區幸福路。 僅停靠 捷運輔大站站牌           |
| 859        | 三重客運             | 樹林－泰山                 | 屬於新北市區公車。                                                    |
| 880        | 指南客運             | 樹林－淡海                 | 屬於新北市區公車。 僅停靠 捷運輔大站站牌                              |
| 985        | 三重客運             | 新莊－捷運龍山寺站         | 屬於新北市區公車。 僅停靠 捷運輔大站站牌                              |
| 橘21       | 三重客運             | 迴龍－新北產業園區         | 屬於新北市區公車。                                                    |
| 橘22       | 三重客運             | 瓊林－捷運新莊站           | 屬於新北市區公車。 僅停靠 捷運輔大站（建國一路）站牌                  |
| 藍2        | 首都客運             | 新莊－捷運臺大醫院站       | 屬於新北市區公車。 僅停靠 捷運輔大站站牌                              |
| F201       | 三重客運             | 新莊區公所－福德宮         | 屬於新北市新莊區區民免費公車。 僅停靠 捷運輔大站站牌                  |
| 1803       | 國光客運             | 基隆－中壢                 | 屬於國道客運。 僅停靠 捷運輔大站站牌                                  |
| 5009       | 桃園客運 三重客運    | 桃園－新莊                 | 屬於桃園市公車。 僅停靠 捷運輔大站站牌                                |

## 腳註

### 來源資料
1. 1 2  . 臺北大眾捷運股份有限公司. 2021-01-15.
2. 1 2  徐榮崇. . 臺北市文獻委員會. 2015年12月  [2020-01-05]. ISBN 9789860469875. （原始内容存档于2020-12-07）. 國家圖書館
3. ↑  台北大眾捷運股份有限公司 ─ 郝龍斌、朱立倫共同宣布捷運新莊線大橋頭站至輔大站將於元月5日正式通車，並比照蘆洲線模式，實施1個月的試乘優惠措施.臺北大眾捷運股份有限公司.2012-01-03 的存檔，存档日期2012-01-08.
4. ↑  新莊線 5日下午2時通車 （页面存档备份，存于）.中央社即時新聞.2012-01-02
5. ↑  捷運車站建築設計後續路網 新莊線-縣轄段各車站透視圖說明（页面存档备份，存于）
6. ↑  臺北捷運公司. . 2019-02-26  [2019-08-10]. （原始内容存档于2020-11-28）. 臺北市統計資料庫查詢系統
7. ↑  . 臺北市政府捷運工程局.   [2023-11-27].

## 外部連結
- 臺北大眾捷運股份有限公司 （页面存档备份，存于）
- 臺北市政府捷運工程局 （页面存档备份，存于）
- 輔大站位置圖（台北捷運公司） （页面存档备份，存于）